# N-Ацетилглюкозамин
N-Ацетилглюкозамин (сокр. НАГ, NAG) — органическое соединение, N-ацетил производное аминосахара глюкозамина (ацетамид глюкозы), один из основных компонентов пептидогликана клеточной стенки бактерий. Является мономером хитина. Является ингибитором высвобождения эластазы из полиморфно-ядерных (имеющие различные размеры ядер) лейкоцитов человека (диапазон ингибирования 8-17 %), однако это намного слабее, чем ингибирование N-ацетил-галактозоамином (диапазон 92-100 %). Синтезируется всеми эукариотами, поскольку является частью обязательной олигосахаридной модификации, присоединяемой к белкам в цис-зоне аппарата Гольджи.

## Получение
N-Ацетилглюкозамин получается в результате полного гидролиза хитина (кислотного или ферментативного (хитиназы)). Также его возможно получить при лизисе клеточной стенки бактерий лизоцимом.

## Свойства
Представляет собой твёрдое кристаллическое вещество белого или слегка беловатого цвета, практически нерастворимое в воде, спиртах и других органических растворителях; растворимое в концентрированной соляной кислоте, серной кислоте, 78-97 %-ной фосфорной кислоте, безводной муравьиной кислоте. Полимеризуется вместе с глюкуроновой кислотой в гиалуроновую кислоту, которая входит в состав различных тканей животных и человека. Полимеризуется в природный биополимер — хитин, являющийся структурным компонентом покровов членистоногих и клеточной стенки грибов.

## Функции
N-Ацетилглюкозамин выполняет структурную функцию в составе биополимеров: хитина, муреина, гиалуроновой кислоты. В хитине он полимеризован посредством β-(1→4)-гликозидной связи, образуя линейную структуру. В составе муреина N-Ацетилглюкозамин сополимеризован с N-Ацетилмурамовой кислотой посредством β-(1→4)-гликозидной связи, образуя с ней разветвлённую сложную сетчатую структуру. В гиалуроновой кислоте он сополимеризован с глюкуроновой кислотой посредством соединённых поочерёдно β-(1→4) и β-(1→3)-гликозидных связей.